# Bahnstrecke Bad Kreuznach–Wallhausen
| Zug der Kleinbahn auf dem Holzmarkt in Bad Kreuznach 1906 |                     |                                                   |                                                   |
| Streckenlänge: | 10,9 km             |                                                   |                                                   |
| Spurweite: | 750 mm (Schmalspur) |                                                   |                                                   |
| Maximale Neigung: | 14 ‰                |                                                   |                                                   |
| Streckengeschwindigkeit: | 25 km/h             |                                                   |                                                   |
| |                     |                                                   |                                                   |
| \| \| 0,0 \| Umladebahnhof \| Umladebahnhof \| \| \| 0,5 \| Bad Kreuznach Güterbahnhof bis 1908: Stadtbahnhof \| Bad Kreuznach Güterbahnhof bis 1908: Stadtbahnhof \| \| \| 1,1 \| Bad Kreuznach Eisenbahnbrücke \| Bad Kreuznach Eisenbahnbrücke \| \| \| 1,6 \| Bad Kreuznach Stadthaus \| Bad Kreuznach Stadthaus \| \| \| 2,0 0,0 \| Bad Kreuznach Holzmarkt \| Bad Kreuznach Holzmarkt \| \| \| 0,7 \| Bad Kreuznach Weinbauschule ehemals: Neumorgen \| Bad Kreuznach Weinbauschule ehemals: Neumorgen \| \| \| 0,9 \| Bad Kreuznach Kleinbahnhof \| Bad Kreuznach Kleinbahnhof \| \| \| 1,5 \| Bahnstrecke Bad Kreuznach–Winterburg \| Bahnstrecke Bad Kreuznach–Winterburg \| \| \| 1,8 \| Lohrer-Mühle Straßenübergang \| Lohrer-Mühle Straßenübergang \| \| \| 3,6 \| Hargesheim \| Hargesheim \| \| \| 4,6 \| Roxheim bis 1898 Haltepunkt \| Roxheim bis 1898 Haltepunkt \| \| \| 6,5 \| Gutenberg \| Gutenberg \| \| \| 8,9 \| Wallhausen (Kreis Kreuznach) \| Wallhausen (Kreis Kreuznach) \| |                     |                                                   |                                                   |
| Betriebs-/Güterbahnhof Streckenanfang (Strecke außer Betrieb) | 0,0                 | Umladebahnhof                                     | Umladebahnhof                                     |
| Bahnhof (Strecke außer Betrieb) | 0,5                 | Bad Kreuznach Güterbahnhof bis 1908: Stadtbahnhof | Bad Kreuznach Güterbahnhof bis 1908: Stadtbahnhof |
| Haltepunkt / Haltestelle (Strecke außer Betrieb) | 1,1                 | Bad Kreuznach Eisenbahnbrücke                     | Bad Kreuznach Eisenbahnbrücke                     |
| Haltepunkt / Haltestelle (Strecke außer Betrieb) | 1,6                 | Bad Kreuznach Stadthaus                           | Bad Kreuznach Stadthaus                           |
| Bahnhof (Strecke außer Betrieb) | 2,0 0,0             | Bad Kreuznach Holzmarkt                           | Bad Kreuznach Holzmarkt                           |
| Haltepunkt / Haltestelle (Strecke außer Betrieb) | 0,7                 | Bad Kreuznach Weinbauschule ehemals: Neumorgen    | Bad Kreuznach Weinbauschule ehemals: Neumorgen    |
| Bahnhof (Strecke außer Betrieb) | 0,9                 | Bad Kreuznach Kleinbahnhof                        | Bad Kreuznach Kleinbahnhof                        |
| Abzweig geradeaus, nach links und von links (Strecke außer Betrieb) | 1,5                 | Bahnstrecke Bad Kreuznach–Winterburg              | Bahnstrecke Bad Kreuznach–Winterburg              |
| Haltepunkt / Haltestelle (Strecke außer Betrieb) | 1,8                 | Lohrer-Mühle Straßenübergang                      | Lohrer-Mühle Straßenübergang                      |
| Haltepunkt / Haltestelle (Strecke außer Betrieb) | 3,6                 | Hargesheim                                        | Hargesheim                                        |
| Bahnhof (Strecke außer Betrieb) | 4,6                 | Roxheim bis 1898 Haltepunkt                       | Roxheim bis 1898 Haltepunkt                       |
| Haltepunkt / Haltestelle (Strecke außer Betrieb) | 6,5                 | Gutenberg                                         | Gutenberg                                         |
| Kopfbahnhof Streckenende (Strecke außer Betrieb) | 8,9                 | Wallhausen (Kreis Kreuznach)                      | Wallhausen (Kreis Kreuznach)                      |

Die Bahnstrecke Bad Kreuznach–Wallhausen war eine schmalspurige Bahnstrecke von Bad Kreuznach nach Wallhausen, die von 1896 bis 1936 betrieben wurde.

## Technische Parameter
Die Strecke bildete zusammen mit der von ihr am Gleisdreieck Lohrer Mühle abzweigenden Bahnstrecke Bad Kreuznach–Winterburg das Streckennetz der Kreuznacher Kleinbahnen. Die Spurweite betrug 750 mm, die maximale Steigung 14 ‰. In Bad Kreuznach lagen die Gleise, ähnlich denen der Kreuznacher Straßenbahn, mit denen sie sich kreuzten, im Straßenplanum. Außerhalb der Stadt führte die Strecke durch das Gräfenbachtal.

## Geschichte
Die Baugenehmigung erteilte die Regierung Koblenz am 1. oder 10. Mai 1895, eröffnet wurde die Strecke am 15. August 1896. Der Güterverkehr wurde am 7. September 1896 aufgenommen.
1909 und erneut 1921 wurde die Elektrifizierung der Strecke erwogen, jedoch nicht durchgeführt. Die einsetzende Wirtschaftskrise der Inflationszeit traf die Bahn hart. Die Betreiberin, seit 1900 die Westdeutsche Eisenbahn-Gesellschaft (WEG), stellte 1922 den Antrag, die Strecke stilllegen zu dürfen, was der Regierungspräsident am 17. Juni 1922 genehmigte. Der Landkreis Bad Kreuznach und die Anliegergemeinden zahlten daraufhin der Gesellschaft Zuschüsse, damit sie dieses Vorhaben nicht umsetzte.
Eine wachsende Bedrohung für den Bestand der Bahn war der Aufschwung des Straßenverkehrs. So war der 31. Juli 1936 letzter Betriebstag der Kreuznacher Kleinbahnen, die am folgenden Tag stillgelegt wurden. Den Verkehr stellten von da ab vier Omnibusse und ein Lastkraftwagen der Deutschen Reichsbahn sicher. Die Strecke wurden unmittelbar danach zurückgebaut.

## Betrieb

### Personenverkehr
Die Fahrzeit von Bad Kreuznach nach Wallhausen betrug etwa eine halbe Stunde. Die Züge boten anfangs die 2. und 3. Klasse, einige Züge zusätzlich noch die 4. Klasse.

### Güterverkehr
Frachten mussten von der und auf die normalspurige Staatsbahn im Güterbahnhof von Bad Kreuznach umgeladen werden. Normalspurige Güterwagen konnten auf der Schmalspurbahn auf Rollböcke befördert werden. Güterabfertigungen hatten die Stationen Bad Kreuznach, Hargesheim, Roxheim, Gutenberg und Wallhausen.